# La Tour de Nesle
Pour les articles homonymes, voir La Tour de Nesle (homonymie).
La Tour de Nesle est un drame en cinq actes et neuf tableaux, inspiré de l'affaire de la tour de Nesle, écrit par Frédéric Gaillardet puis réécrit par Alexandre Dumas et représenté pour la première fois au théâtre de la Porte-Saint-Martin le 29 mai 1832.

## Histoire
La Tour de Nesle relate l'histoire de Marguerite de Bourgogne, reine de France, qui, après des nuits agitées, tuait ses partenaires afin de ne laisser aucun témoin de ses débauches nocturnes.

## Controverse entre Gaillardet et Dumas
Frédéric Gaillardet, avocat et homme politique mais aussi homme de lettre, était l'auteur initial d'un drame intitulé "La Tour de Nesle". Le manuscrit fut confié par le directeur de théâtre Harel à Alexandre Dumas pour révision. Dumas retravailla considérablement le texte, au point de considérer qu'il en était devenu l'auteur principal.
Lorsque la pièce fut présentée, Gaillardet s'estima offensé de voir son œuvre ainsi modifiée et revendiquée par Dumas. Cette situation provoqua une vive querelle entre les deux hommes sur la paternité de l'œuvre.
L'affaire prit une tournure dramatique lorsque Gaillardet, se sentant lésé, provoqua Alexandre Dumas en duel. La date fut fixée au 17 octobre 1834, où les deux hommes sortirent indemne. 
Les deux auteurs se réconcilièrent à la fin de leur vie. Frédéric Gaillardet le relate dans son dernier livre L'aristocratie en Amérique, publié en 1883 (après sa mort) : « Dumas, après un long séjour à Naples, venait de rentrer à Paris, quand nous nous rencontrâmes chez le Dr. Véron qui nous avait invités tous les deux à dîner par hasard ou avec intention. En nous trouvant en face l'un de l'autre, Dumas et moi, nous nous tendîmes la main d'un commun mouvement, et l'on but à notre réconciliation. ».
Aujourd'hui, "La Tour de Nesle" est généralement attribuée à Alexandre Dumas, avec une mention de la contribution de Frédéric Gaillardet.

## Réception

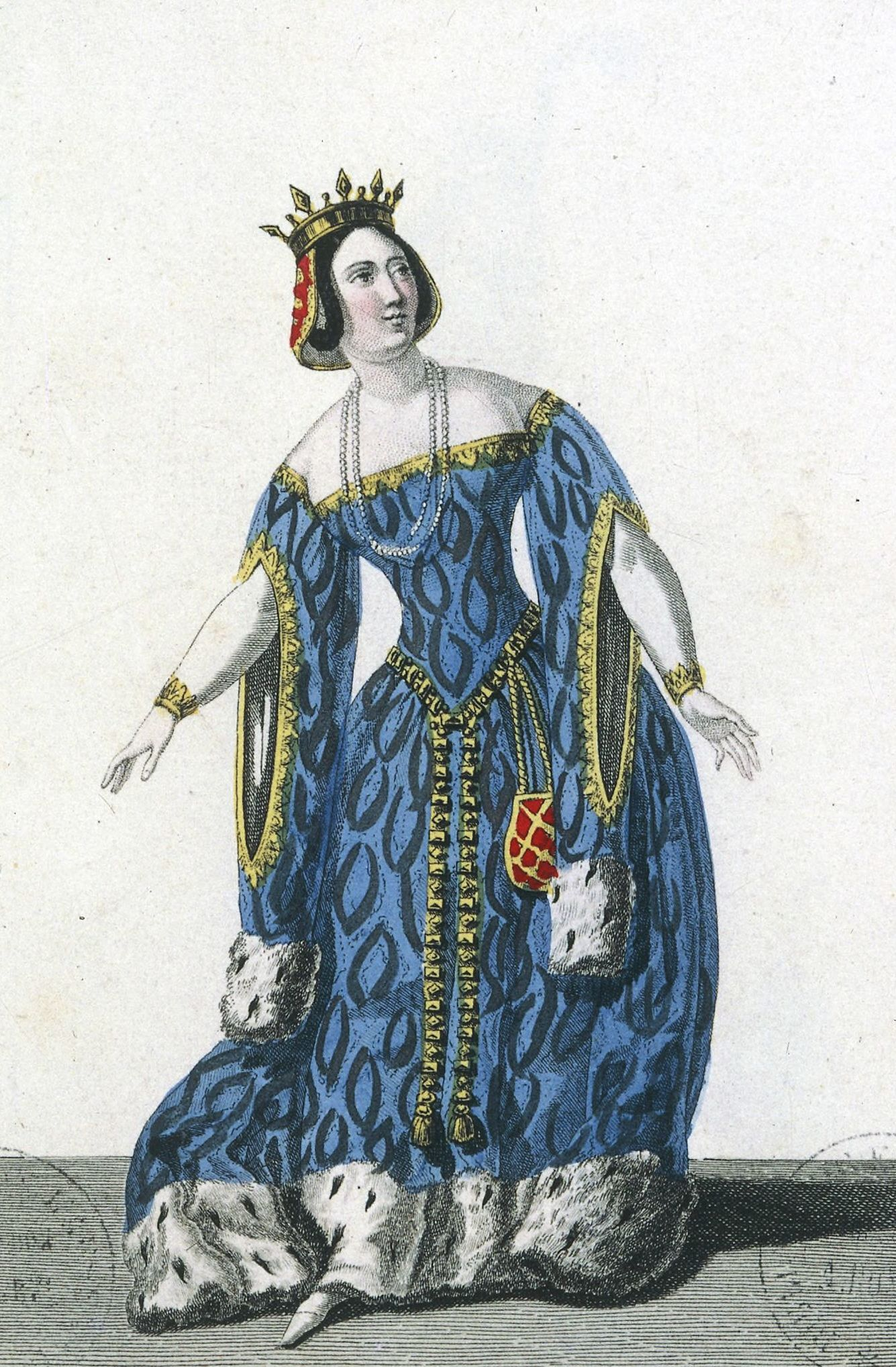
Mademoiselle George dans le rôle de Marguerite de Bourgogne.

Cette pièce de théâtre a été, avec plus de 800 représentations consécutives, la plus jouée du XIXe siècle français.

### Cinéma
La pièce de théâtre de Gaillardet et Dumas a inspiré de nombreuses adaptations au cinéma.
On peut citer, au temps du cinéma muet, La Tour de Nesle (1909) d'Albert Capellani et La torre di Nesle (1925) de Febo Mari.
Sous le même titre, elle a aussi fait l'objet d'adaptations de Gaston Roudès en 1937, d'Abel Gance en 1955 et Franz Antel (Der Turm der verbotenen Liebe, 1968)
Elle a aussi inspiré, sur le mode parodique, le dessin animé Anatole à la tour de Nesle (1947) d'Albert Dubout.

### Peinture
La Tour de Nesle inspire au XIXe siècle les peintres d'histoires. Un an après les débuts de la pièce, Joseph-Désiré Court présente au Salon de peinture de 1833 Marguerite de Bourgogne, reine de France, ordonnant l'arrestation du ministre Marigny. Dans ce tableau, la reine est représentée seule, à une croisée.
En 1840, Charles-Alexandre Debacq expose au Salon La Tour de Nesle. Des pécheurs trouvent un cadavre au pied de cette tour. 
En 1842, le peintre exploite le même sujet en présentant Marguerite de Bourgogne et Blanche, sa sœur, convaincues d'adultère, sont conduites au Château-Gaillard, forteresse de Normandie.
En 1845, Frédéric Peyson expose au Salon Marguerite de Bourgogne écoutant Buridan (ou Marguerite de Bourgogne et Buridan dans la prison de la Tour de Nesle), dont il fera don l'année suivante au musée Fabre. Le même musée conserve aussi de Peyson une Marguerite de Bourgogne assise, non datée .

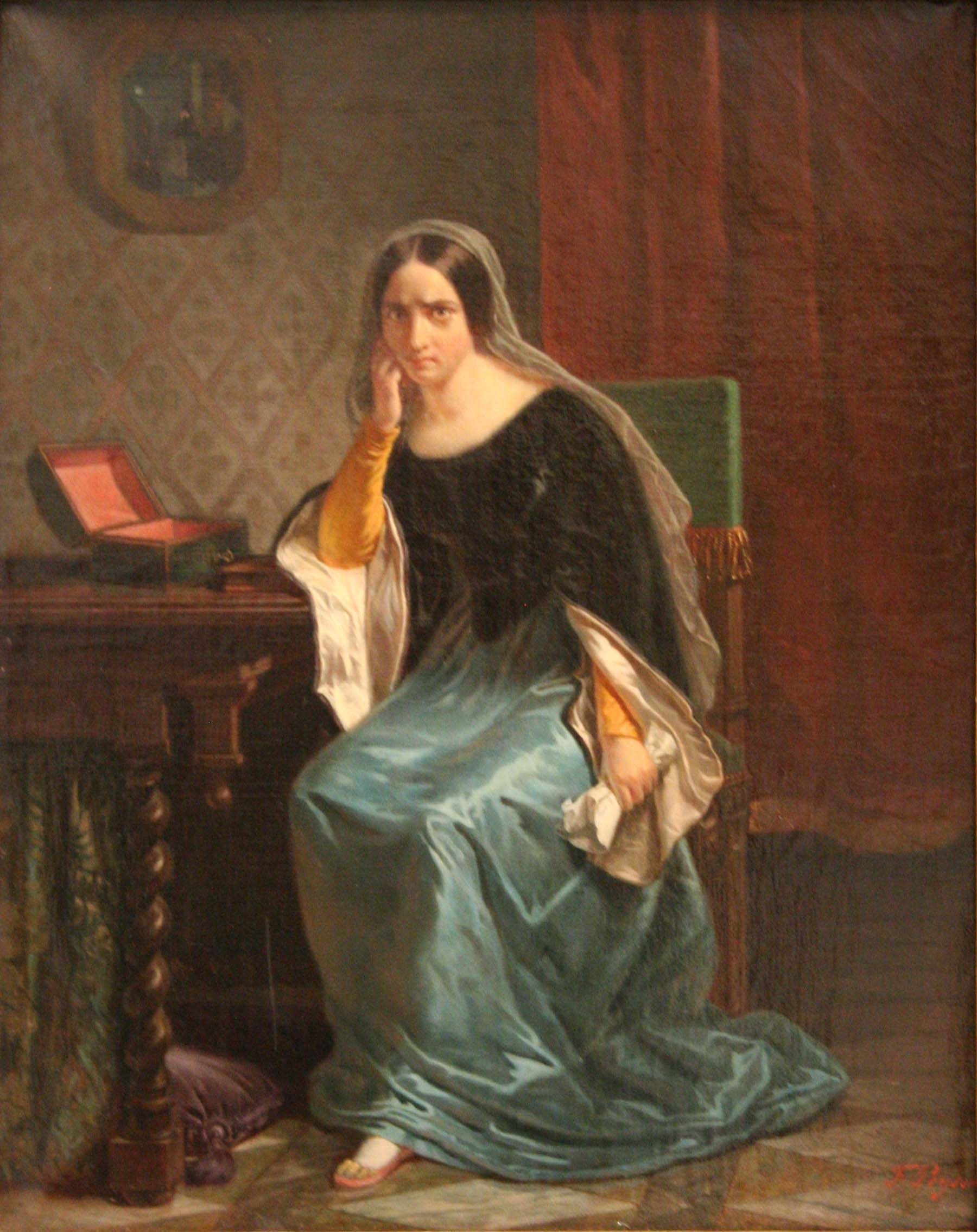
Frédéric Peyson, Marguerite de Bourgogne assise, vers 1844
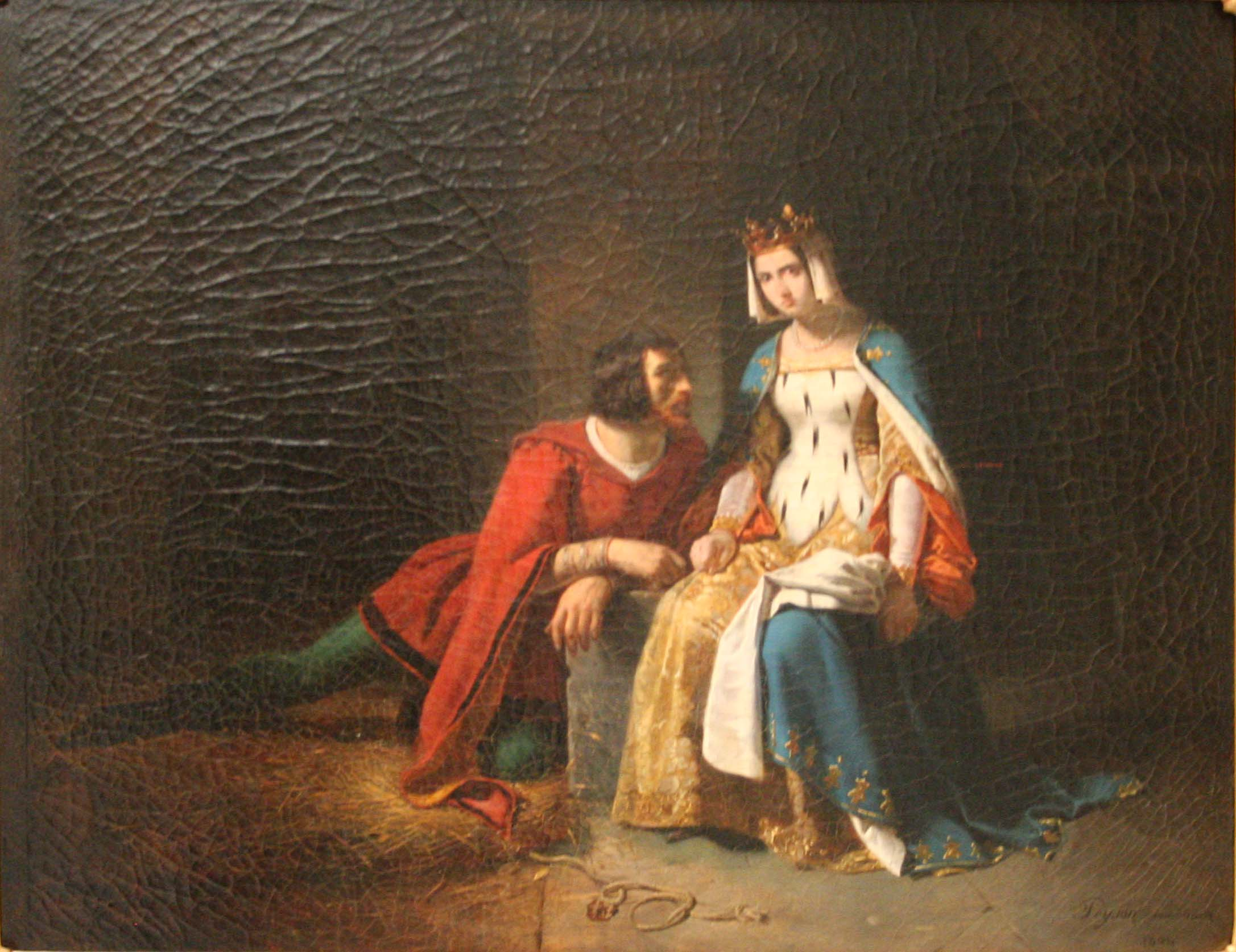
Frédéric Peyson, Marguerite de Bourgogne écoutant Buridan, 1844